# 费多罗夫陨石坑
费多罗夫陨石坑(Fedorov)是月球正面位于雨海西侧的一处小型地貌特征(国际天文联合会的术语为"陨石坑")，以俄罗斯火箭工程师亚历山大·彼得罗维奇·费奥多罗夫(Aleksandr Petrovich Fedorov，1872年-1920年)之名命名，1979年被国际天文联合会正式批准接受。
它坐落在丢番图陨石坑东北、德利尔环形山东南，往东南偏南约20公里，是稍大的阿齐莫维奇陨石坑。
该特征形状略长，外形怪异，内部容积8.99公里³，它的北侧分布有一列山脊。该山脊环绕着一处比费多罗夫陨坑坑底更大、且高出周边月海表面0.8公里的区域，